# Starîi Taraj, Kremeneț
Starîi Taraj (în ucraineană Старий Тараж) este localitatea de reședință a comunei Starîi Taraj din raionul Kremeneț, regiunea Ternopil, Ucraina.

## Demografie
Componența lingvistică a localității Starîi Taraj
     Ucraineană (99,72%)
     Alte limbi (0,28%)
Conform recensământului din 2001, majoritatea populației localității Starîi Taraj era vorbitoare de ucraineană (99,72%), existând în minoritate și vorbitori de alte limbi.